# قرار مجلس الأمن التابع للأمم المتحدة رقم 163
اعتُمد قرار مجلس الأمن التابع للأمم المتحدة رقم 163، في 9 يونيو 1961، بعد قرار الجمعية العامة 1603 الذي أعلن أن أنغولا إقليم غير متمتع بالحكم الذاتي، أعاد المجلس التأكيد على القرار الذي يدعو البرتغال إلى التصرف وفقًا للشروط. ودعا المجلس البرتغاليين إلى الكف عن التدابير القمعية، وتقديم كل التسهيلات إلى اللجنة الفرعية المعنية بالحالة في أنغولا، المعينة بموجب أحكام قرار الجمعية العامة، وكذلك أعرب عن أمله في إيجاد حل سلمي و طلب أن تقدم اللجنة الفرعية تقريراً إلى المجلس والجمعية العامة في أقرب وقت ممكن.
وقد أعربت عدد من الدول الأعضاء عن القلق إزاء حالة حقوق الإنسان في أنغولا، بما في ذلك إنكار الحق في تقرير المصير والمذابح والقمع المسلح للشعب الأنغولي. ودعي ممثلون من البرتغال والهند وغانا والكونغو (ليوبولدفيل) والكونغو (برازافيل) ونيجيريا ومالي وإثيوبيا والمغرب للمشاركة في الاجتماعات.
اعتمد القرار بأغلبية تسعة أصوات. امتنعت فرنسا والمملكة المتحدة عن التصويت.

## روابط خارجية
- نص القرار في undocs.org